# مهلت دو هفته‌ای
مهلت دو هفته‌ای (به انگلیسی: Two Weeks Notice) فیلمی کمدی رمانتیک محصول سال ۲۰۰۲ به کارگردانی مارک لارنس است. در این فیلم بازیگرانی همچون ساندرا بولاک، هیو گرانت، آلیشیا ویت، دینا آیوی، رابرت کلاین، هتر برنس، دیوید هیگ، دوریان میسیسک، نورا جونز و دونالد ترامپ به ایفای نقش پرداخته‌اند.

## بازیگران
| بازیگر        | نقش             |
| ساندرا بولاک  | لوسی کِلسون      |
| هیو گرانت     | جورج وِید        |
| آلیشیا ویت    | جون کاروِر       |
| دینا آیوی     | راث کِلسون       |
| رابرت کلاین   | لری کِلسون       |
| هتر برنس      | مِریل بروکز      |
| دیوید هیگ     | هاوارد وِید      |
| دوریان میسیسک | تونی            |
| نورا جونز     | خودش؛ حضور کمئو |
| دونالد ترامپ  | خودش؛ حضور کمئو |
| ------------- | --------------- |